# محترف في مجال الصحة العقلية
محترف في مجال الصحة العقلية أو الحِرفي في مجال الصحة العقلية (بالإنجليزية: Mental health professional)‏ هو ممارس الرعاية الصحية أو مزود الخدمات المجتمعية الذي يقدم الخدمات لغرض تحسين الصحة النفسية للفرد أو لعلاج المرض العقلي، وقد وضعت هذه الفئة العريضة كاسم للأشخاص الذين يعملون في وكالات الصحة النفسية المجتمعية الجديدة التي بدأت في 1970s لمساعدة الأفراد علي الانتقال من المستشفيات الحكومية، ولمنع الإرسال للمستشفيات، وتقديم الدعم في المنازل والوظائف والتعليم والمجتمع.
يعتبر هؤلاء الأشخاص (والذين يعملون في القطاعات الحكومية والخاصة، والمنظمات غير الربحية، والمتطوعين) لواء الطليعة لتطوير البرامج المجتمعية والتي وقد يشار إليها في الوقت الحالي باسماء مثل السكن المدعوم والتأهيل النفسي، العمل المؤقت، الورش المحمية، التعليم المدعوم مهارات الحياة اليومية، الصناعات الإيجابية والعلاج المزدوج التشخيص، والتثقيف النفسي للفرد والأسرة، والرعاية اليومية للبالغين، الحضانة، خدمات الإرشاد الأسري والنفسي.